# David Lindenmayer
|  | Dieser Artikel wurde aufgrund von formalen oder inhaltlichen Mängeln in der Qualitätssicherung Biologie zur Verbesserung eingetragen. Dies geschieht, um die Qualität der Biologie-Artikel auf ein akzeptables Niveau zu bringen. Bitte hilf mit, diesen Artikel zu verbessern! Artikel, die nicht signifikant verbessert werden, können gegebenenfalls gelöscht werden. Lies dazu auch die näheren Informationen in den Mindestanforderungen an Biologie-Artikel. |

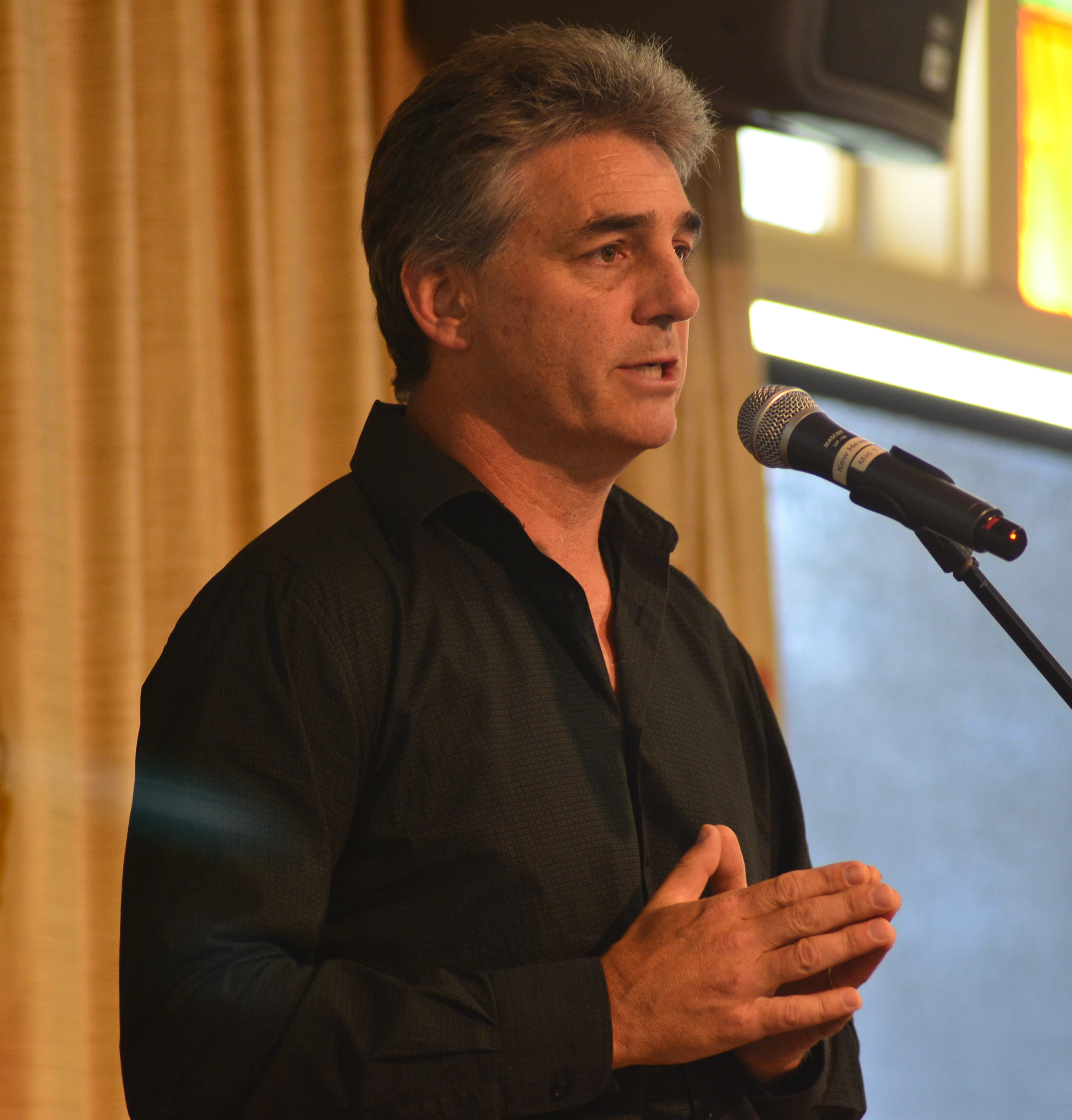
David Lindenmayer

David B. Lindenmayer, AO, (* in Canberra) ist ein australischer Landschaftsökologe und Naturschutzbiologe. Er ist Research-Professor an der Fenner School of Environment and Society der Australian National University (ANU) in Canberra.
Lindenmayer wuchs in Canberra auf, studierte an der Australian National University mit dem Bachelor-Abschluss 1982 und an der University of Adelaide mit einem Diplom in Pädagogik 1986. Er wurde 1990 an der Australian National University promoviert (The ecology and habitat requirements of Leadbeater's Possum). Zusätzlich erhielt er 2003 einen DSc der Australian National University.
Er arbeitet zu den Themen Waldmanagement, Habitatfragmentierung und Naturschutzmanagement. Er führt u. a. population viability analysis (PVA) durch und beschäftigt sich mit der Aussterbewahrscheinlichkeit von Arten und Populationen.
2008 wurde er Fellow der Australian Academy of Science. 2012 erhielt er eine Australian Research Council Laureate Fellowship.

## Publikationen
- mit P. Barton, H. Gibb u. a.: Morphological traits as predictors of diet and microhabitat use in a diverse beetle assemblage. In: Biological Journal of the Linnean Society. vol. 102, 2011, S. 301–310.
- mit L. McBurney, S. Banks u. a.: Forest Phoenix: How a great forest recovers after wildfire. CSIRO Publishing, Collingwood, Vic. 2010, ISBN 978-0-643-10103-6.
- mit E. Knight, M. Crane u. a.: What makes an effective restoration planting for woodland birds? In: Biological Conservation. vol. 143, 2010, S. 289–301.
- mit S. Bekessy, B. Wintle u. a.: The biodiversity bank cannot be a lending bank. In: Conservation Letters. vol. 3, 2010, S. 151–158.
- mit J. Wood: Long-term patterns in the decay, collapse, and abundance of trees with hollows in the mountain ash (Eucalyptus regnans) forests of Victoria, southeastern Australia. In: Canadian Journal of Forest Research. vol. 40, 2010, S. 48–54.
- mit D. Driscoll, A. Bennett u. a.: Fire management for biodiversity conservation: Key research questions and our capacity to answer them. In: Biological Conservation. vol. 143, 2010, S. 1928–1939.
- mit D. Michael, M. Crane u. a.: A range extension for the prong-snouted blindsnake Ramphotyphlops bituberculatus (Typholpidae) in the south-western slopes of NSW. In: Herpetofauna. vol. 39, no. 2, 2010, S. 113–114.